# Valdostaine pie rouge
La Valdostaine pie rouge est une race bovine italienne.

## Origine
Elle appartient au rameau pie rouge des montagnes. Elle vient de la Vallée d'Aoste, dont elle tire son nom dans une version vieillie (v. forme actuelle valdôtaine). Elle fait partie de la population originelle du rameau issu du sud-est de l'arc alpin. Le livre généalogique a été ouvert en 1985. En 2002, le nombre d'animaux est de 14 200, dont 409 taureaux reproducteurs.

## Morphologie
Elle porte une robe pie rouge et ses muqueuses claires. Elle ressemble beaucoup à la simmental, sa cousine suisse.
C'est une race de taille moyenne mais lourde avec une taille de 130 cm pour 500 kg pour les vaches et 135 cm pour 650 kg chez les taureaux. Elle présente une silhouette massive et musclée. Les cornes sont courtes et épaisses.

## Aptitudes
Cette race est classée mixte à tendance laitière. Elle produit un lait au taux protéique riche et leur carcasse est bien valorisée en boucherie. 
Ce sont des vaches efficaces dans leur région d'origine au climat rude où elles sont exploitées en système de transhumance avec été en plein air intégral à l'alpage. La montée à l'alpage a lieu habituellement le jour de la Saint-Bernard, le 15 juin, et la désalpe (ou désarpa en patois valdôtain) le 29 septembre, jour de la Saint-Michel. Ce dernier en particulier constitue un événement majeur du calendrier valdôtain traditionnel.